# Liste des drapeaux de Suisse Y
Pour les communes suisses commençant par Y. Pour plus d'informations sur les conceptions, s'il vous plaît lire l'article d'une commune.

## Liste des drapeaux
| Blason | Nom du commune et blasonnement | Drapeau |
| ------ | --- | ------- |
|        | Yens (Canton de Vaud) De gueules au chevron d’argent, au chef du même. |         |
|        | Yverdon-les-Bains (Canton de Vaud) De sinople à deux fasces ondées d’argent, au chef du second chargé d’une lettre Y d’or. |         |
|        | Yvonand (Canton de Vaud) D’or au chêne de sinople, fruité d’or, mouvant d’un mont à cinq coupeaux du second, accosté de deux étoiles d’azur et abaissé sous une balance de gueules tenue par une dextre de carnation vêtue d’azur. |         |
|        | Yvorne (Canton de Vaud) Coupé d’or à la lettre Y de sable, et de sable à la grappe de raisin d’or. |         |